# Gundam Evolve
Gundam Evolve (ガンダムEVOLVE), ook bekend als Mobile Suit Gundam Evolve, is een OVA-serie uit de Gundam-franchise.
De serie bestaat uit 15 op zichzelf staande korte films, die zich afspelen binnen de verschillende tijdlijnen van de Gundam Franchise. Aanvankelijk werden er 5 afleveringen gepubliceerd van 2001 tot 2003. In 2004 werden er nog eens 10 gemaakt.
De filmpjes tonen vaak bijverhalen, alternatieve scènes en omake’s horend bij scènes uit de verschillende Gundamscènes. De filmpjes zijn gemaakt met een mix van animatiemedia, zoals traditionele celanimatie maar ook 3-D CG.
De afleveringen zijn tot dusver uitgebracht in verschillende volumes, te weten Gundam Evolve ../+ ("Plus"), Gundam Evolve ../Ω ("Omega") en Gundam Evolve ../Α ("Alpha"). Elk volume telt 5 afleveringen.

## Afleveringen
1. RX-78-2 GUNDAM
2. RX-178 GUNDAM Mk-II
3. GF13-017NJII GOD GUNDAM
4. RX-78 GP03 DENDROBIUM
5. RX-93 ν GUNDAM
6. YMF-X000A DREADNOUGHT GUNDAM
7. XXXG-00W0 WING GUNDAM ZERO
8. GAT-X105 STRIKE GUNDAM
9. MSZ-006 Zeta Gundam
10. MSZ-010 ZZ GUNDAM
11. RB-79 BALL
12. RMS-099 RICK DIAS
13. RMS-108 MARASAI
14. SD Musha Gundam
15. "Newtype Challia Bull"

## Muziek
- Black Stars door Sumitada Azumano (Evolve 6, 7)
- SOLDIER -Kanashimi No Shi- door Chino (Evolve 8)
- Konnamon Janai! door Shoichiro Hirata (Evolve 10)
- TIME IS ON MY SIDE door LISA (Evolve 11)
- shift door Sachiko Tsujimoto (Evolve 14)
- Owaranu Mirai door Jiro Kawakami